# Onoba fortis
Onoba fortis is een slakkensoort uit de familie van de Rissoidae. De wetenschappelijke naam van de soort is voor het eerst geldig gepubliceerd in 1941 door Pilsbry & Olsson.